# Stubbæk
Stubbæk ist ein Ort in der süddänischen Aabenraa Kommune mit 1215 Einwohnern (1. Januar 2023) im Ensted Sogn. Stubbæk liegt (Luftlinie) ca. 3 km südlich von Aabenraa, 14 km nordwestlich von Gråsten und 18 km nördlich von Padborg. Obwohl der Ort nur etwa 2,5 km von der Ostsee entfernt ist, befindet er sich auf einer Höhe von teilweise über 60 m über dem Meeresspiegel aufgrund des hügeligen Gebietes dort.

## Sehenswürdigkeiten
Etwa 1 km südwestlich von Stubbæk befindet sich die etwa 800 Jahre alte Ensted Kirke.
Vor dem Gemeindehaus in Stubbæk befindet sich ein 1937 errichteter Wiedervereinigungsstein (dän. genforeningssten), welcher an die Wiedervereinigung Nordschleswigs mit Dänemark 1920 erinnern soll.

## Bilder

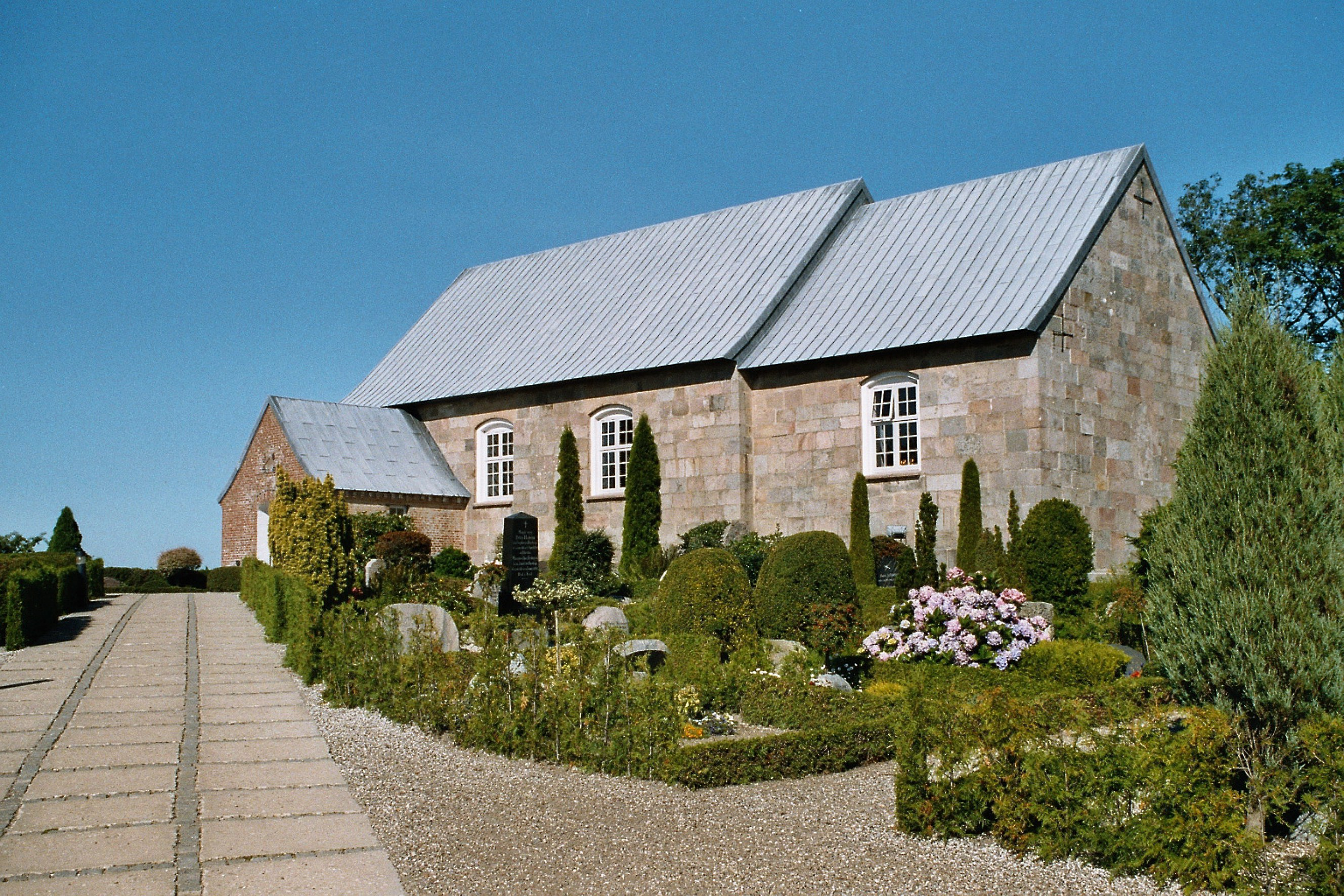
Ensted Kirke
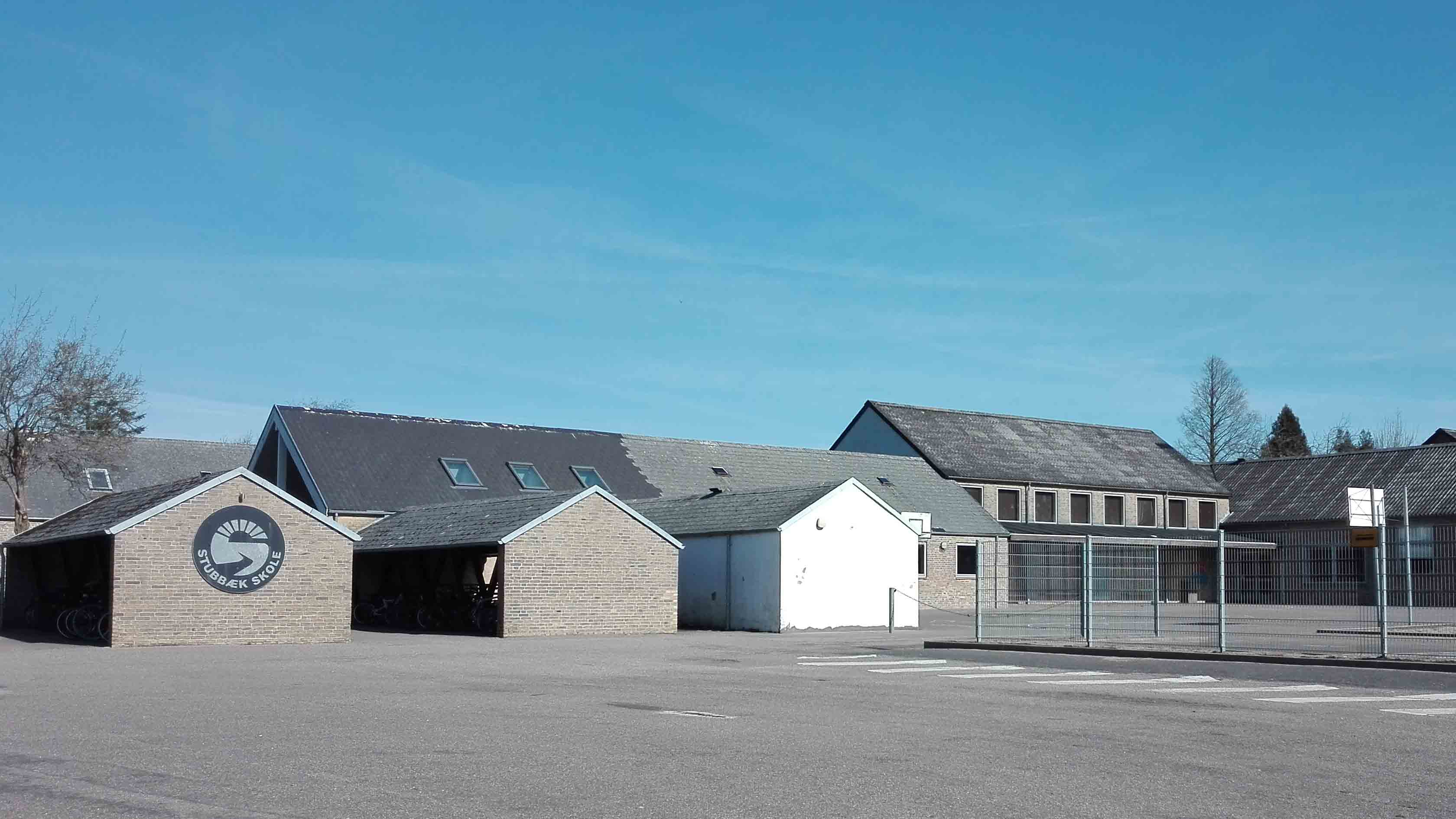
Stubbæk Skole
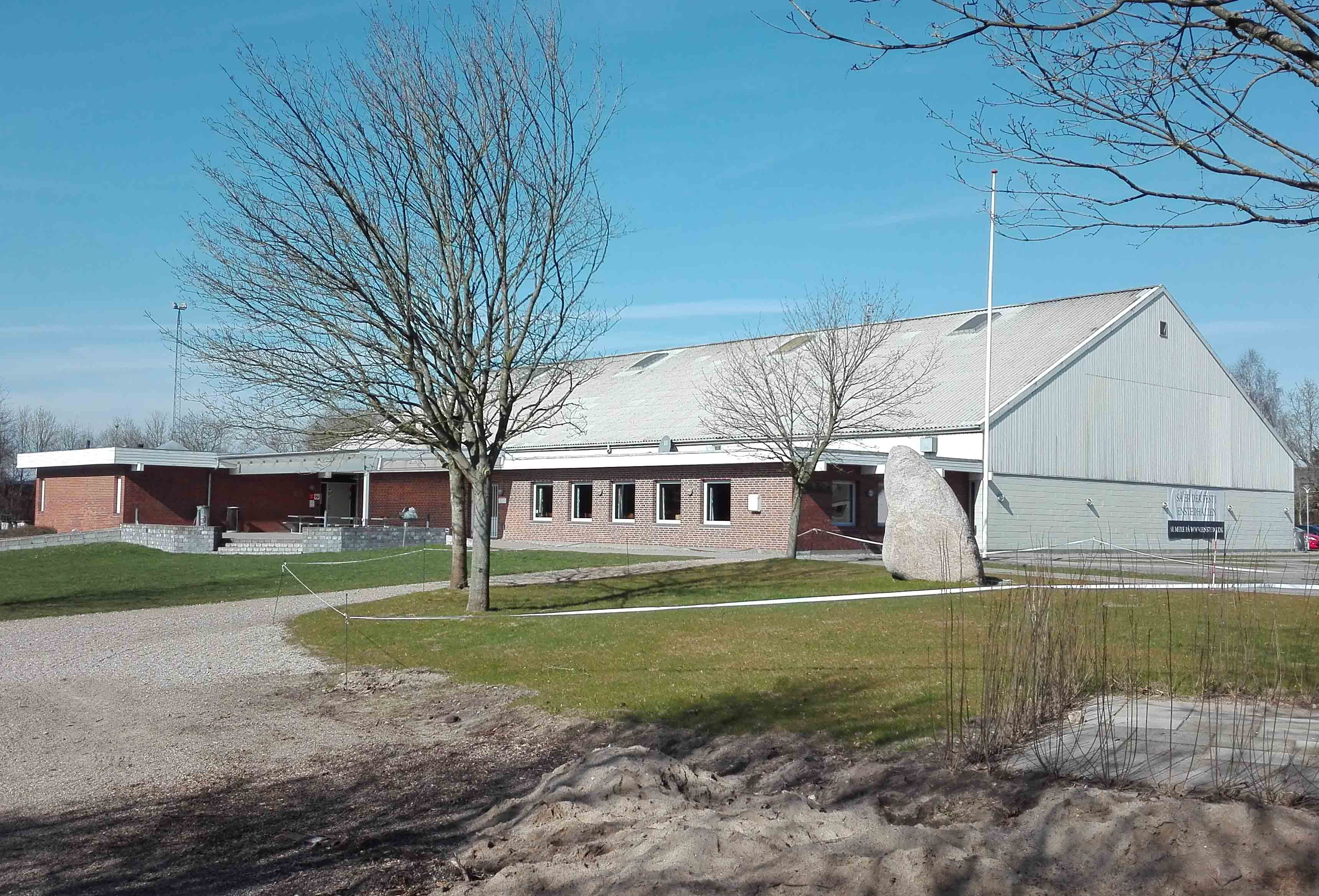
Sportanlage in Stubbæk